# Lista personajelor din Austin & Ally
Această pagină este o listă a personajelor din serialul de televiziune Austin & Ally, difuzat pe Disney Channel.

## Personaje principale

### Austin Moon
Austin Monica Moon (interpretat de Ross Lynch) este un tânăr, încrezător și foarte talentat cântăreț, care a devenit o senzație pe Internet peste noapte, după ce i-a „furat” accidental piesa lui Ally, „Double Take” și a încărcat un videoclip regizat de prietenul lui cel mai bun, Dez pe Internet. Mai târziu, după ce Ally l-a iertat pe Austin pentru că i-a furat piesa, ei au devenit parteneri și au format Echipa Austin împreună cu prietenii lor cei mai buni, Dez și Trish. Lui Austin îi place să cânte, să danseze, să se distreze și clătitele. Lui Austin îi plac de asemenea lucruri „copilărești”, ca coloratul, glumele și animalele de pluș, însă el este și un fan al filmelor horror. Mai târziu în serial, după ce Ally își învinge teama de scenă cu ajutorul lui Austin, ei devin un cuplu, dar se despart cu puțin timp după aceasta, pentru că fiind împreună le afecta scrierea cântecelor. Deși în sezonul 3, episodul 17, ei se împacă din nou.

### Ally Dawson
Ally Dawson (interpretată de Laura Maranon) este o compozitoare și cântăreață talentată de 18 ani. Ea este drăguță, prietenoasă, foarte talentată și iubește murăturile, iar ea crede că filmele horror sunt „plictisitoare” și este o fană a privitului norilor. Prietenii ei cei mai buni sunt Trish, Austin și Dez. La începutul serialului, când Austin i-a furat piesa lui Ally din greșeală, el a devenit o senzație peste noapte. Dar Ally îl iartă oricum, iar ei devin prieteni și parteneri. În sezonul doi, după ce ea își învinge frica de scenă cu ajutorul lui Austin, ea și Austin au început să iasă împreună, dar s-au despărțit după puțin timp, pentru că fiind împreună le afecta scrierea cântecelor. Deși în sezonul 3, episodul 17, ei se împacă din nou. În sezonul 3, de asemenea, ea primește un contract de înregistrări cu Ramone Records și își lansează albumul său de debut.

### Trish De la Rosa
Patrisia Maria „Trish” De la Rosa (interpretată de Raini Rodriguez) este prietena cea mai bună al lui Ally, și de asemenea managerul ei și al lui Austin. Ea este o fată un pic egoistă, leneșă și fashionistă, care este concediată foarte des de la slujbele sale. Din sezonul doi, ea se întâlnește cu Jace. Lui Trish îi place mult să doarmă și să nu-și facă treaba, dar singurul job care îi place este să fie managerul lui Austin și Ally.

### Dez Wade
Dez Wade (interpretat de Calum Worthy) este prietenul cel mai bun al lui Austin și regizorul clipurilor sale. El este de asemenea prieten cu Ally și prieten-dușman (uneori) cu Trish. Lui îi place să regizeze și să editeze videoclipuri. Lui îi place să se îmbrace colorat și ciudat, și este într-un fel „stupid” și amuzant. În episodul 14 din sezonul 3, a fost dezvăluit că Dez este văr cu Dwyane Wade.

## Personaje secundare

### Nelson
Nelson (interpretat de Cole Sand) este un tânăr ciudat care ia lecții de muzică de la Ally. El folosește în mod constant expresia, ”Ah, ce porcărie! ” și tinde să amestece cuvinte care sună la fel, cum ar fi ”oboi” și ”Hobo”.

### Lester Dawson
Lester Dawson (interpretat de Andy Milder) este tatăl cheapskate al lui Ally, care deține magazinul de muzică Sonic Boom. El este complet ignorant de talentele de muzică ale lui Ally și consideră că Ally are o lovitură de miliarde la unu la ceea ce face din industria muzicală , la fel ca părinții lui Austin. El și Penny, mama lui Ally, sunt divortați.

### Jimmy Starr
Jimmy Starr (interpretat de Richard Whiten) este proprietarul de la Starr Records care semnează cu Austin la casa de discuri.

### Kira Starr
Kira Starr (interpretată de Kiersey Clemonsu) este fiica lui Jimmy Starr și fosta iubită a lui Austin. Kira a avut temporar un caz de respirație respingătoare, provocând banda a fi extrem de precaut de a ei de-a lungul episodului episodul 7 din sezonul 2. Respirația ei rău a fost cauzat de alimentația ei constant de usturoi și pizza hamsii. Respirația ei rău a îndepărtat după-aceea.

### Chuck
Chuck McCoy (interpretată de John Paul Green) este un scund adolescent, care este inamicul lui Dez. Rivalitatea lor are o istorie lungă pe familiile lor. 

### Carrie
Carrie (interpretată de Hannah Kat Jones) este o chelneriță la Clubul de Plajă Shredder și iubita lui Dez. Ea are o soră, Piper care a fost iubita lui Austin. 

### Billl
Billl (interpretat de Greg Worswick) este un angajat la Mall-ul din Miami ce deține un magazin de surf. Lui îi place să i se spună numele cu trei de L, nu cu doi. 

### Mike și Mimi Moon
Mike Moon și Mimi Moon (intepretați de Josh Henson și Jill Benjamin) sunt părinții lui Austin, care dețin un magazin de saltele numit ”Regatul saltelelor Moon”. 

### Trent
Trent (interpretat de Trevor Jackson) este fostul iubit al lui Trish și rivalul grupului.